# 長谷川光一 (理学者)
長谷川 光一（はせがわ こういち、1972年 - ）は日本の理学者。

## 経歴
熊本県玉名市生まれ。熊本県立玉名高等学校をへて、1995年に広島大学理学部生物学科動物学専攻を卒業。2000年に関西学院大学大学院理学研究科博士後期課程を修了。理学博士。
その後、京都大学再生医学研究所研究員、南カリフォルニア大学細胞・神経科学研究科助教授などを経て、2011年から京都大学iCeMS NCBS-inStemサテライトラボグループ講師、インドNCBS・inStem助教授、2014年からオーストラリアのメルボルン大学医歯学部上級研究員。2022年（令和４年）、クオリプス（Cuorips）入社。